# Naissance en 1931
Naissance
- 1927
- 1928
- 1929
- 1930
- 1931
- 1932
- 1933
- 1934
- 1935

Cette page dresse une liste de personnalités nées au cours de l'année 1931 présentée dans l'ordre chronologique.
La liste des personnes référencées dans Wikipédia est disponible dans la page de la Catégorie: Naissance en 1931.

## Janvier
- 1er janvier :
  - Donald Fontana, joueur de tennis canadien († 17 juillet 2015).
- 2 janvier :
  - Janina Altman, chimiste et auteure israélo-polonaise († 24 juillet 2022).
  - Manolo Tavárez Justo, avocat, dirigeant politique communiste et guérillero dominicain († 21 décembre 1963).
  - Robin Marlar, joueur de cricket et journaliste sportif anglais († 30 septembre 2022).
- 4 janvier :
  - Javier Berasaluce Marquiegui, footballeur espagnol († 8 février 2022).
  - Abdelkader Maâchou, wali et fonctionnaire dans l'administration publique en Algérie († 13 juillet 2012).
  - Guido Messina, coureur cycliste italien († 10 janvier 2020).
- 5 janvier :
  - Alvin Ailey, danseur et chorégraphe américain († 1er décembre 1989).
  - Alfred Brendel, pianiste autrichien.
  - Paul Butel, historien français († 31 janvier 2015).
  - Gérard Defois, archevêque émérite français.
  - Robert Duvall, acteur et réalisateur américain.
- 6 janvier :
  - E. L. Doctorow, romancier américain († 21 juillet 2015).
  - Juan Goytisolo, écrivain espagnol († 4 juin 2017).
  - Dickie Moore, joueur de hockey sur glace († 19 décembre 2015).
- 8 janvier : Fatima Achimo, sénatrice de Madagascar († 13 mai 2011).
- 9 janvier : Ángel Berni, footballeur paraguayen († 24 novembre 2017).
- 10 janvier :
  - Will McBride, photographe de reportage et d'art, illustrateur, peintre et sculpteur américain († 29 janvier 2015).
  - Nik Abdul Aziz Nik Mat, homme politique et religieux musulman malaisien († 12 février 2015).
- 11 janvier :
  - Peter Baldwin, réalisateur, acteur, producteur et scénariste américain († 19 novembre 2017).
  - Paul Savatier, romancier, comédien et scénariste français († 23 juillet 2018).
- 13 janvier :
  - Ian Hendry, acteur britannique († 24 décembre 1984).
  - Charles Nelson Reilly, acteur américain († 25 mai 2007).
  - Elias Menachem Stein, mathématicien américain († 23 décembre 2018).
  - Chris Wiggins, acteur britannique († 19 février 2017).
- 15 janvier : 
  - Alfred W. Crosby, historien, professeur et écrivain américain († 14 mars 2018).
  - Murad Kajlayev, personnalité politique russe († 23 décembre 2023).
- 16 janvier : 
  - Shuhrat Abbosov, réalisateur et scénariste soviétique puis ouzbek († 25 avril 2018).
  - Michel-Henri Carpentier, ingénieur et scientifique français († 3 décembre 2023).
  - Christian Rapin, écrivain, poète et linguiste français d'expression occitane († 1er août 2022).
- 17 janvier :
  - James Earl Jones, acteur américain († 9 septembre 2024).
  - Sonja Sutter, actrice allemande († 1er juin 2017).
- 18 janvier :
  - Chun Doo-hwan, général et homme d'état sud-coréen († 23 novembre 2021).
  - Marco Leto, réalisateur italien († 21 avril 2016).
  - Sally Marks, historienne américaine († 13 janvier 2018).
  - Philippe Mitschké, peintre français († 24 juin 2012).
- 19 janvier :
  - Huguette Caland, peintre, sculptrice et créatrice de mode libanaise († 23 septembre 2019).
  - Gérard Nahon, historien français († 19 février 2018).
  - Horace Parlan, pianiste de jazz américain († 23 février 2017).
- 20 janvier : Preston Henn, pilote automobile américain († 30 avril 2017).
- 21 janvier : Fritz Huber, skieur alpin autrichien († 9 août 2017).
- 22 janvier :
  - Sam Cooke, chanteur américain de rhythm and blues († 11 décembre 1964).
  - Josef Hamerl, footballeur autrichien († 15 juillet 2017).
  - Galina Zybina, athlète soviétique spécialiste du lancer de javelot et du poids († 10 août 2024).
- 23 janvier : Armand Desmet, coureur cycliste belge († 17 novembre 2012).
- 24 janvier :
  - Raymond Fiori, footballeur français († 16 mars 1994).
  - Lars Hörmander, mathématicien suédois († 25 novembre 2012).
  - Edmond Maire, dirigeant syndicaliste français († 1er octobre 2017).
- 25 janvier :
  - Riccardo Filippi, coureur cycliste italien († 21 avril 2015).
  - Dean Jones, acteur et chanteur américain († 1er septembre 2015).
- 26 janvier :
  - Stanisław Królak, coureur cycliste polonais († 31 mai 2009).
  - Bernard Panafieu, cardinal français († 12 novembre 2017).
  - Ernst Wechselberger, footballeur allemand († 18 janvier 2013).
- 27 janvier : Mordecai Richler, romancier, essayiste et scénariste canadien († 3 juillet 2001).
- 28 janvier :
  - Lucia Bosè, reine de beauté et actrice italienne († 23 mars 2020).
  - Felicia Donceanu, compositrice et peintre roumaine († 21 janvier 2022).
  - Naci Erdem, footballeur turc  († 28 mars 2022).
  - Jean Van Gool, footballeur français († 13 juillet 1986).
- 29 janvier : Richard Bakalyan, acteur américain († 27 février 2015).
- 30 janvier :
  - John Crosbie, homme politique canadien († 10 janvier 2020).
  - Shirley Hazzard, écrivaine britannique et américaine († 12 décembre 2016).
  - Linda Nochlin, féministe, enseignante et chercheuse en histoire de l'art américaine († 29 octobre 2017).
- 31 janvier :
  - Ernie Banks, joueur américain de baseball († 23 janvier 2015).
  - Myriam Bat-Yosef, peintre, sculptrice et performeuse israélo-islandaise († 8 octobre 2023).

## Février
- 1er février :
  - Boris Eltsine, homme politique russe, président de la fédération de Russie de 1991 à 1999 († 23 février 2007).
  - Roger Lorin, peintre et sculpteur français († 4 juin 1991).
  - Marino Morettini, coureur cycliste italien († 10 décembre 1990).
  - Oswald Oberhuber, peintre, sculpteur et graphiste autrichien († 17 janvier 2020).
- 2 février : 
  - Ugo Anzile, coureur cycliste italien naturalisé français († 25 avril 2010).
  - Walter Burkert, chercheur et universitaire allemand († 11 mars 2015).
  - Jean-Paul Harney, professeur et homme politique canadien († (4 octobre 2021).
  - Nadine Forster, peintre, illustratrice, dessinatrice et sculptrice belge († (30 août 2023).
- 4 février :
  - Helène Aylon, artiste multimédia et écoféministe américaine († (6 avril 2020).
  - Roland Lefranc, peintre et lithographe français († 24 août 2000).
  - Isabel Martínez de Perón, femme politique argentine.
- 4 février ou 4 février 1932 : Sophie El Goulli, romancière et historienne d'art tunisienne († 10 octobre 2015).
- 5 février : Jean-Pierre Le Bras, peintre français († 23 juillet 2017).
- 6 février :
  - Maria Gusakova, fondeuse soviétique puis russe († 8 mai 2022).
  - Paul Lange, kayakiste allemand († 15 mars 2016).
  - Siegfried Laske, peintre péruvien († 6 décembre 2012).
  - Ricardo J. Vidal, cardinal philippin († 18 octobre 2017).
  - René Villiger, peintre suisse († 22 octobre 2010).
- 7 février : Gab Smulders, peintre néerlandais († 16 avril 2014).
- 8 février :
  - Pierre Cazals, joueur de rugby à XV français († 14 octobre 2015).
  - James Dean, acteur américain († 30 septembre 1955).
  - Shadia, chanteuse et actrice du cinéma égyptienne († 28 novembre 2017).
- 9 février :
  - Josef Masopust, joueur et entraineur de football tchécoslovaque puis tchèque († 29 juin 2015).
  - Robert Morris, artiste, plasticien et écrivain américain († 28 novembre 2018).
- 12 février : Agustin Garcia-Gasco, cardinal espagnol († 1er mai 2011).
- 13 février : Gilbert Bonvin, footballeur français († 20 juillet 1983).
- 14 février :
  - Jonathan Adams, acteur britannique († 13 juin 2005).
  - Valeriu Bularca, lutteur roumain († 7 février 2017).
  - Margarita Lozano, actrice espagnole († 7 février 2022).
- 15 février : 
  - Adri Voorting, coureur cycliste néerlandais († 1er août 1961).
  - Claire Bloom, actrice britannique.
  - Job Durupt, homme politique français († 15 mars 2017).
  - Lilyan Kesteloot, chercheuse belge spécialiste des littératures négro-africaines francophones († 28 février 2018).
  - Mohamed Hilmi, acteur, réalisateur et dramaturge algérien († 5 janvier 2022).
- 16 février :
  - Otis Blackwell, auteur-compositeur de rock 'n' roll américain († 6 mai 2002).
  - Abílio Duarte, homme politique cap-verdien († 20 août 1996).
  - Bernard Geoffrion, joueur et entraîneur de hockey sur glace canadien († 11 mars 2006).
  - Makoto Ōoka, poète et critique littéraire japonais († 5 avril 2017).
  - David Méresse, joueur, entraîneur et dirigeant de football français († 8 avril 2020).
- 17 février :
  - Bruce Lowery, écrivain américain († 21 mars 1988).
  - André Messelis, coureur cycliste belge († 17 février 2022).
  - Yves Pouliquen, essayiste et ophtalmologue français († 5 février 2020).
  - Buddy Ryan, joueur et entraîneur de football américain († 28 juin 2016).
- 18 février : 
  - Toni Morrison, écrivaine américaine († 5 août 2019).
  - Roland Omnès, physicien théoricien français († 2 août 2022).
  - Swraj Paul, homme politique britannique d'origine indienne.
- 19 février :
  - Jo Dekmine, directeur de théâtre belge († 23 septembre 2017).
  - André Dubois, historien de l'art, collectionneur d'art et peintre français († 2004).
  - Guy Nungesser, footballeur français († 8 mai 2013).
  - Camillo Ruini, cardinal italien.
  - 20 février : Karl Spiehs, producteur de cinéma autrichien († 27 janvier 2022).
- 21 février :
  - Andrzej Ajnenkiel, historien polonais († 10 avril 2015).
  - Nicolas d'Andoque, chef d'entreprise et mécène français († 24 mars 2018).
- 22 février : Babkin Hairabedian, footballeur français († 16 décembre 2004).
- 23 février : Ferdinand Ulrich, philosophe catholique allemand († 11 février 2020).
- 24 février : 
  - James Abourezk, homme politique américain († 24 février 2023).
  - Mona Ozouf, historienne et philosophe française.
- 25 février : Lorenzo Acquarone, avocat, professeur de droit et homme politique italien († 24 mars 2020).
- 26 février :
  - José Luis Cuevas, peintre, muraliste, graveur, sculpteur et illustrateur mexicain († 3 juillet 2017).
  - Lawrence Montaigne, acteur et scénariste américain († 17 mars 2017).
  - Jacques Rouxel, dessinateur d'animation français († 25 avril 2004).
- 28 février :
  - Gavin MacLeod, acteur américain († 29 mai 2021).
  - Gönül Ülkü Özcan, actrice turque († 2 novembre 2016).
  - Dean Smith, basketteur américain († 7 février 2015).
  - Szeto Wah, homme politique et calligraphe chinois († 2 janvier 2011).

## Mars
- 1er mars :
  - Abdallah Fadel, homme politique algérien († 10 novembre 2005).
  - Ang Kiukok, peintre philippine († 9 mai 2005).
  - Bahman Mohassess, peintre, sculpteur, poète, auteur de pièces de théâtre et traducteur iranien († 28 juillet 2010).
- 2 mars :
  - Mikhaïl Gorbatchev, ancien président de l'URSS, prix Nobel de la paix en 1990 et secrétaire général du Parti communiste de l'Union soviétique († 30 août 2022).
  - Duane Graveline, médecin et astronaute américain († 5 septembre 2016).
  - Jean Périmony, acteur, professeur d'art dramatique et metteur en scène français († 9 avril 2017).
- 3 mars : Bernard Morin, mathématicien français († 12 mars 2018).
- 4 mars : William Henry Keeler, cardinal américain, archevêque de Baltimore († 23 mars 2017).
- 5 mars :
  - Fred, auteur de bandes dessinées français († 2 avril 2013).
  - George Ogilvie, réalisateur et acteur australien († 5 avril 2020).
- 6 mars : 
  - Nicolas Barone, coureur cycliste français († 31 mai 2003).
  - Jean-Pierre Girerd, caricaturiste, illustrateur et peintre français († 17 octobre 2018).
  - Lamine Khene, homme politique algérien († 14 décembre 2020).
  - John Smith, acteur américain († 25 janvier 1995).
- 7 mars : Mady Mesplé, cantatrice (soprano) française († 30 mai 2020).
- 9 mars :
  - Gilles Perrault, journaliste et écrivain français († 3 août 2023).
  - Joseph Piatek, footballeur français († 18 octobre 1999).
- 11 mars : 
  - Marisa Del Frate, chanteuse et actrice italienne († 6 février 2015).
  - Diane Brewster, actrice américaine († 12 novembre 1991).
- 12 mars : Herb Kelleher, avocat milliardaire et dirigeant de compagnies aériennes américaines († 3 janvier 2019).
- 13 mars : Joseph Antic, joueur indien de hockey sur gazon († 12 juillet 2016).
- 14 mars :
  - Cleto Maule, coureur cycliste italien († 28 juillet 2013).
  - Lisbeth Palme, femme politique et psychologue suédoise († 18 octobre 2018).
- 15 mars : D.J. Fontana, musicien américain († 13 juin 2018).
- 16 mars :
  - Ángel Atienza, footballeur et artiste espagnol († 22 août 2015).
  - Augusto Boal, écrivain, dramaturge, metteur en scène, théoricien, homme de théâtre, et homme politique brésilien († 2 mai 2009).
  - Maduzac (Marguerite Dunoyer de Segonzac, dite), peintre française († 10 novembre 2019).
- 17 mars :
  - Patricia Breslin, actrice américaine († 12 octobre 2011).
  - Joseph Carlier, footballeur français († 3 novembre 2012).
  - Robert Opratko, compositeur autrichien († 9 septembre 2018).
  - Arnold Sowinski, footballeur français † 2 avril 2020).
  - Michel Verschueren, homme d'affaires et dirigeant sportif belge († 14 septembre 2022).
- 18 mars :
  - Vlastimil Bubník, footballeur et joueur de hockey sur glace tchécoslovaque († 6 janvier 2015).
  - François Gross, journaliste suisse († 27 décembre 2015).
  - John Mollo, costumier anglais († 25 octobre 2017).
  - Yasuo Tanaka, astrophysicien japonais († 18 janvier 2018).
- 20 mars :
  - Atila Biro, architecte et peintre hongrois, naturalisé français († 22 mars 1987).
  - Paul Granet, homme politique français († 17 septembre 2017).
- 21 mars : Didier Pineau-Valencienne, chef d'entreprise français († 19 décembre 2024).
- 22 mars :
  - Jacqueline Monsigny, romancière, scénariste, actrice et animatrice de télévision française († 15 août 2017).
  - Patricia Norris, costumière et chef décoratrice américaine († 20 février 2015).
  - Burton Richter, physicien américain († 18 juillet 2018).
  - William Shatner, acteur canadien.
  - Farhang Sharif, compositeur et musicien iranien, d'origine azérie († 7 septembre 2016).
- 23 mars :
  - Viktor Kortchnoï, joueur d'échecs russe puis suisse († 6 juin 2016).
  - Masako Togawa, chanteuse, actrice et romancière japonaise († 26 avril 2016).
- 24 mars : James Allan Stewart Evans, historien canadien.
- 25 mars : 
  - Jack Chambers, peintre canadien († 13 avril 1978).
  - Kenneth Haigh, acteur anglais († 4 février 2018).
  - Paul Motian, batteur de jazz américain († 22 novembre 2011).
- 26 mars :
  - Jean Cosse, architecte belge († 18 novembre 2016).
  - Leonard Nimoy, acteur, réalisateur et chanteur américain († 27 février 2015).
- 27 mars :
  - John Marascalco, auteur-compositeur américain († 5 juillet 2020).
  - David Janssen, acteur et compositeur américain († 13 février 1980).
- 28 mars :
  - Anatoli Lein, joueur d'échecs soviétique puis américain († 1er mars 2018).
  - Jane Vance Rule, écrivaine canadienne († 27 novembre 2007).
- 29 mars : Alexeï Goubarev, cosmonaute soviétique († 21 février 2015).
- 30 mars : 
  - Gérard Bruchési, député fédéral canadien provenant du Québec.
  - Ernest Glinne, homme politique belge († 10 août 2009).
  - Sándor Szokolay, compositeur hongrois († 8 décembre 2013).
- 31 mars : Robert Ouko, ministre des Affaires étrangères kényan († 12 février 1990).

## Avril
- 1er avril :
  - Nadine Basile, actrice française († 29 juin 2017).
  - Alain-Adrien Fournier, peintre, aquarelliste et graveur français († 19 mai 1983).
  - Jean-Jacques Honorat, agronome et homme d'État haïtien († 26 juillet 2023).
  - Ladislav Kačáni, footballeur tchécoslovaque puis slovaque († 5 février 2018).
  - Fernando Puig Rosado, illustrateur espagnol († 25 septembre 2016).
- 2 avril : 
  - Joseph Joffo, écrivain français († 6 décembre 2018).
  - István Hevesi, joueur de water-polo hongrois († 9 février 2018).
- 3 avril : 
  - William Bast, scénariste et producteur américain († 4 mai 2015).
  - Gilbert Gross, homme d’affaires et publicitaire français († 27 mars 2019).
  - Dominique Paturel, acteur français († 28 février 2022).
- 4 avril : Catherine Tizard, femme politique néo-zélandaise († 31 octobre 2021).
- 5 avril : Robert Favreau, historien et fondateur de l'épigraphie médiévale en France.
- 6 avril :
  - Marc Bouissou, rameur et chef d'entreprise français († 23 novembre 2018).
  - Ivan Dixon, acteur américain († 16 mars 2008).
- 7 avril : Daniel Ellsberg, économiste et lanceur d'alertes américain († 16 juin 2023).
- 8 avril :
  - Christine Fabréga, actrice et animatrice de télévision française († 11 juin 1988).
  - John Gavin, acteur américain et ambassadeur des États-Unis au Mexique († 9 février 2018).
  - Mohamed Sahnoun, diplomate algérien († 20 septembre 2018).
  - Jaime Ostos Carmona, matador espagnol († 8 janvier 2022).
- 9 avril :
  - Richard Bennett Hatfield, premier ministre du Nouveau-Brunswick († 26 avril 1991).
  - Leone Frollo, dessinateur et scénariste de bande dessinée italien († 17 octobre 2018).
  - Myriam Marbe, compositrice, pianiste, réalisatrice, musicologue et critique musical roumaine († 25 décembre 1997).
- 10 avril : 
  - Luís Cabral, homme d'État, premier chef de l'État bissau-guinéen († 30 mai 2009).
  - René Follet, illustrateur et dessinateur de bande dessinée belge († 13 mars 2020).
  - Gérald Forton, dessinateur de bande dessinée († 18 décembre 2021).
- 11 avril :
  - Mustafa Dağıstanlı, lutteur turc spécialiste de la lutte libre († 18 septembre 2022).
  - Faten Hamama, actrice de cinéma égyptienne († 17 janvier 2015).
  - Sergio Sebastiani, cardinal italien, président émérite des affaires économiques du Saint-Siège († 16 janvier 2024).
- 13 avril :
  - Jacques F. Acar, microbiologiste et infectiologue français († 27 mars 2020).
  - Michel Deville, réalisateur français († 16 février 2023).
  - Robert Enrico, cinéaste français († 23 février 2001).
  - Dan Gurney, pilote automobile américain († 14 janvier 2018).
  - Frank Johnson, auteur de bande dessinée américain († 2 avril 2020).
- 14 avril :
  - Dimitar Dobrev, lutteur bulgare († 1er avril 2019).
  - Jos Hinsen, coureur cycliste néerlandais († 15 mars 2009).
- 15 avril : Tomas Tranströmer, poète suédois, prix Nobel de littérature en 2011 († 26 mars 2015).
- 16 avril : Maurizio Pradeaux, réalisateur et scénariste italien († 1er juillet 2022).
- 17 avril : Harold Feinstein, photographe américain († 20 juin 2015).
- 22 avril : John Buchanan, premier ministre de la Nouvelle-Écosse († 3 octobre 2019).
- 23 avril : 
  - Charles Bitsch, critique de cinéma, directeur de la photographie et réalisateur français († 27 mai 2016).
  - Chuck Feeney, homme d'affaires américain († 9 octobre 2023).
- 24 avril : Bernhard Casper, philosophe allemand († 8 juin 2022).
- 26 avril :
  - Paul Almond, scénariste, réalisateur et producteur canadien († 9 avril 2015).
  - Øyvind Bjorvatn, homme politique norvégien († 9 février 2015).
  - Fernand Leredde, éleveur de chevaux de sport français († 27 février 2017).
- 27 avril : Robert Donner, acteur américain († 8 juin 2006).
- 30 avril :
  - Stephen Dartnell, acteur britannique († 1994).
  - Willy Harlander, acteur allemand († 20 avril 2000).

## Mai
- 1er mai :
  - Jacques Languirand, animateur de radio, dramaturge, écrivain, animateur de télévision, comédien, journaliste, réalisateur, metteur en scène, professeur et producteur québécois († 26 janvier 2018).
  - Sergueï Mouratov, journaliste, critique de télévision et de cinéma, professeur et scénariste russe († 8 février 2015).
  - Riccardo Dalisi, architecte, designer et artiste italien († 9 avril 2022).
- 2 mai :
  - Philip Bruns, acteur américain († 8 février 2012).
  - Alberto Rizzo, danseur, photographe et peintre italien († 9 octobre 2004).
  - Núria Pompeia, auteure de bande dessinée, journaliste et écrivaine espagnole († 25 décembre 2016).
- 4 mai :
  - Herbert Grohs, footballeur autrichien († 7 avril 2018).
  - Guennadi Rojdestvenski, chef d'orchestre soviétique puis russe († 16 juin 2018).
- 5 mai : Greg, dessinateur, scénariste, rédacteur en chef et directeur littéraire de bande dessinée belge († 29 octobre 1999).
- 6 mai :
  - Magda al-Sabahi, actrice du cinéma égyptienne († 16 janvier 2020).
  - Jane Berbié, chanteuse mezzo-soprano française.
- 7 mai : Miguel Gutiérrez, footballeur mexicain († 1er février 2016).
- 8 mai :
  - Qi Benyu, homme politique et propagandiste chinois († 20 avril 2016).
  - Bob Clotworthy, plongeur américain († 1er juin 2018).
- 9 mai : Vance DeVoe Brand, astronaute américain.
- 10 mai :
  - Ettore Scola, réalisateur italien († 19 janvier 2016).
  - Henri Simonet, homme politique belge († 15 février 1996).
  - Jacques Richard, acteur français († 8 août 2002).
- 11 mai : Amerigo Severini, coureur cycliste italien † 1er avril 2020).
- 12 mai : Maryam Yakubova, enseignante ouzbèke († 10 avril 2018).
- 13 mai : Jacques Laurin, linguiste, éditeur, conférencier et chroniqueur canadien († 27 septembre 2018).
- 14 mai :
  - Aloys Kontarsky, pianiste allemand († 22 août 2017).
  - Alvin Lucier, compositeur américain († 1er décembre 2021).
- 15 mai :
  - Sir James-Fitz-Allen Mitchell, agronome, hôtelier et homme politique vincentais († 23 novembre 2021).
  - Rosetta Loy, romancière italienne († 1er octobre 2022).
- 16 mai :
  - Denise Filiatrault, comédienne québécoise.
  - Magda Guzmán, actrice de cinéma et de télévision mexicaine († 12 mars 2015).
  - Alena Vrzáňová, patineuse artistique tchèque († 30 juillet 2015).
- 17 mai : 
  - Jackie McLean, saxophoniste de jazz américain († 31 mars 2006).
  - Dewey Redman, saxophoniste de jazz américain († 2 septembre 2006).
  - Stan Albeck, joueur et entraineur de basket-ball américain († 25 mars 2021).
- 18 mai :
  - Jacques Le Brun, historien des religions français († 6 avril 2020).
  - Arne Legernes, footballeur norvégien († 14 août 2022).
  - Robert Morse, acteur américain († 20 avril 2022).
  - George Shapiro, producteur de télévision et agent artistique américain († 26 mai 2022).
  - Clément Vincent, agriculteur et homme politique fédéral, provincial et municipal du Québec († 4 avril 2018).
- 22 mai : Czesław Olech, mathématicien polonais († 1er juillet 2015).
- 24 mai : 
  - Jim Clark, monteur et réalisateur britannique († 25 février 2016).
  - Michael Lonsdale, acteur franco-britannique († 21 septembre 2020).
- 25 mai :
  - Jean-Jacques Fernier, architecte et historien de l'art français († 25 mars 2020).
  - Herb Gray, avocat et politicien canadien († 21 avril 2014).
  - Georgi Grechko, cosmonaute soviétique († 8 avril 2017).
  - Pierre Vernier, acteur français ((† 9 octobre 2024).
- 26 mai : Dennis Green, kayakiste australien († 5 septembre 2018).
- 27 mai :
  - John Chapple, homme politique britannique († 25 mars 2022).
  - Bernard Fresson, comédien français († 20 octobre 2002).
- 28 mai :
  - Sonny Burgess, guitariste et chanteur de rock 'n' roll, rockabilly et de country américain († 18 août 2017).
  - Don Oberdorfer, journaliste américain († 23 juillet 2015).
- 29 mai :
  - K. S. Sethumadhavan, réalisateur et scénariste indien († 24 décembre 2021).
  - Jean-Louis Tamvaco, peintre, homme d'affaires, historien du théâtre et de l'opéra et collectionneur français († 17 février 2015).
- 30 mai : Vizma Belševica, écrivaine, poète et dramaturge lettonne († 6 aout 2005).
- 31 mai : Zvi Hecker, architecte israélien († 24 septembre 2023).

## Juin
- 1er juin : Paul Bladt, ouvrier, syndicaliste et homme politique français († 8 mai 2022).
- 3 juin :
  - Raúl Castro, homme d'État cubain, président du Conseil d'État de la république de Cuba de 2008 à 2018 et premier secrétaire du Parti communiste de Cuba de 2011 à 2021.
  - José T. Joya, artiste philippin spécialisé dans la gravure, la peinture, les techniques mixtes et la céramique († 11 mai 1995).
  - Lindy Remigino, athlète américain, spécialiste des épreuves de sprint († 11 juillet 2018).
- 5 juin :
  - Jacques Demy, réalisateur français († 27 octobre 1990).
  - Jerzy Prokopiuk, philosophe polonais († 18 mars 2021).
  - François Szulman, peintre figuratif français († 26 décembre 2024).
- 6 juin :
  - Rudy Árias, joueur de baseball d'origine cubaine († 12 janvier 2018).
  - Kikí Dimoulá, poétesse et essayiste grecque († 22 février 2020).
  - Víctor Mora, écrivain, traducteur et scénariste de bande dessinée espagnol († 17 aout 2016).
- 7 juin :
  - David C. Driskell, peintre, écrivain, essayiste et historien de l'art américain († 1er avril 2020).
  - Malcolm Morley, peintre et sculpteur britannique et américain († 1er juin 2018).
  - Mike Pratt, acteur anglais († 10 juillet 1976).
- 9 juin : 
  - Nandini Satpathy, femme politique indienne († 4 août 2006).
  - Joe Santos, acteur américain († 18 mars 2016).
  - Bill Virdon, joueur, manager et instructeur de baseball américain († 23 novembre 2021).
  - Françoise Arnoul, actrice française († 20 juillet 2021).
- 10 juin :
  - Jean Brisson-Duval, peintre et sculpteur français († 15 décembre 1999).
  - Gaston Geens, homme politique belge († 5 juin 2002).
  - João Gilberto, musicien brésilien († 6 juillet 2019).
  - M. S. Gopalakrishnan, violoniste indien († 3 janvier 2013).
  - Cléophas Kamitatu, homme politique congolais († 12 octobre 2008).
  - Gilbert Scodeller, coureur cycliste français († 13 avril 1989).
- 11 juin :
  - Louis-François Delisse, poète français († 7 février 2017).
  - Michele Gismondi, coureur cycliste italien († 4 septembre 2013).
  - Jean Linard, céramiste, sculpteur, peintre, graveur et architecte français († 17 février 2010).
  - Frédérick Tristan, écrivain français († 2 mars 2022).
- 12 juin : Gérard Schlosser, peintre français  (10 août 2022).
- 14 juin : Sieghardt Rupp, acteur autrichien († 20 juillet 2015).
- 17 juin :
  - John Baldessari, artiste conceptuel américain  († 2 janvier 2020).
  - Yves Barsacq, acteur français († 4 octobre 2015).
  - Jacques Destoop, acteur et artiste peintre français († 6 juin 2022).
  - Lucie Dolène, comédienne et chanteuse française († 9 avril 2020).
  - Dominic Frontiere, compositeur de musiques de films, producteur et accordéoniste de jazz américain († 21 décembre 2017).
  - João Lyra, homme politique brésilien († 12 août 2021).
- 18 juin :
  - Michou, directeur de cabaret français († 26 janvier 2020).

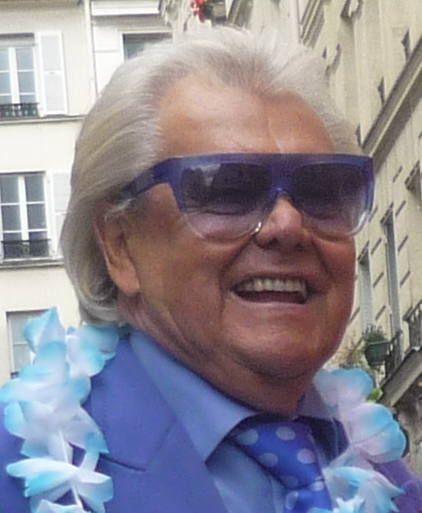
Michou (directeur de cabaret).

  - Michou (directeur de cabaret).Klaus Wunderlich, musicien allemand († 28 octobre 1997).
- 20 juin : Olympia Dukakis, actrice américaine († 1er mai 2021).
- 21 juin :
  - Margaret Heckler, femme politique américaine († 6 août 2018).
  - Enzo Maiorca, plongeur italien († 13 novembre 2016).
- 22 juin :
  - Ian Browne, coureur cycliste sur piste australien († 24 juin 2023).
  - Karl Holl, historien allemand († 23 avril 2017).
- 23 juin :
  - Urs Jaeggi, sociologue, écrivain et artiste visuel suisse († 13 février 2021).
  - Ola Ullsten, homme politique suédois († 28 mai 2018).
- 24 juin : 
  - Billy Casper, golfeur américain († 7 février 2015).
  - Jean-Paul Champagne, homme politique québécois.
  - Emilio Fede, journaliste, présentateur de télévision et écrivain italien.
  - Juanita Quigley, actrice américaine († 29 octobre 2017).
- 25 juin :
  - Jacqueline Scott, actrice américaine († 23 juillet 2020).
  - Jacques Bellanger, homme politique français († 30 septembre 2021).
  - Glenmor, barde breton († 18 juin 1996).
- 26 juin : 
  - Anne-Marie Jaccottet, illustratrice et peintre suisse.
  - Valentin Oehen, homme politique suisse († 2 juin 2022).
  - John Scott, médecin, chercheur et administrateur néo-zélandais († 20 octobre 2015).
  - Jos Wijninckx, homme politique belge († 27 février 2009).
- 27 juin :
  - Charles Bronfman, homme d'affaires et philanthrope canadien.
  - Graziella Galvani, actrice italienne († 25 août 2022).
  - Anatoli Iline, footballeur soviétique († 10 février 2016).
  - Magali Noël, actrice et chanteuse française († 23 juin 2015).
- 28 juin :
  - Hans Alfredson, acteur, réalisateur et humoriste suédois († 10 septembre 2017).
  - Jean Rigal, homme politique français († 8 février 2015).
  - Lucien Victor, coureur cycliste belge († 17 septembre 1995).
- 30 juin : 
  - Joseph Thomin, coureur cycliste français († 16 décembre 2018).
  - Luce Vigo, critique et programmatrice de cinéma française († 12 février 2017).
  - Joyce Wieland, peintre et réalisatrice canadienne († 27 juin 1998).

## Juillet
- 1er juillet : 
  - Leslie Caron, actrice et danseuse franco-américaine.
  - Claude Gingras,  journaliste et critique musical canadien († 30 décembre 2018).
  - Seyni Kountché, militaire et homme d'état nigérien († 10 novembre 1987).
  - Stanislav Grof, psychiatre tchèque.
- 2 juillet :
  - Bertrand Dorny, peintre et graveur français († 19 juin 2015).
  - Philippe Kailhenn, illustrateur et dessinateur de bande dessinée français († 20 mai 2020).
  - Claude Pringalle, homme politique français.
  - Frank Williams, acteur britannique († 26 juin 2022).
  - Mohammad Yazdi, homme politique iranien († 9 décembre 2020).
- 4 juillet :
  - Stephen Boyd, acteur britannique († 2 juin 1977).
  - Jean-Louis Flandrin, historien français († 8 août 2001).
  - Louis-Paul Neveu, agent d'assurance et homme politique canadien († 14 décembre 2017).
- 5 juillet : António de Macedo, réalisateur, scénariste, monteur et producteur portugais († 5 octobre 2017).
- 6 juillet :
  - Jean Campeau, homme politique québécois († 26 février 2025).
  - Antonella Lualdi, actrice italienne († 10 août 2023).
  - Emily Nasrallah, écrivaine libanaise († 14 mars 2018).
  - Della Reese, actrice et chanteuse américaine († 19 novembre 2017).
  - László Tábori, athlète hongrois († 23 mai 2018).
- 7 juillet : 
  - Arne Aas, acteur et réalisateur norvégien († 3 avril 2000).
  - Richard Holden, politicien canadien († 18 septembre 2005).
- 8 juillet :
  - Thomas Flynn, évêque irlandais d'Achonry († 3 juin 2015).
  - Willy Fossli, footballeur norvégien († 29 janvier 2017).
  - Thorvald Stoltenberg, homme politique norvégien († 13 juillet 2018).
  - Jürgen Trumpf, diplomate, homme politique et philologue allemand († 13 mai 2023).
  - Pierre Zapata, footballeur français.
  - Étienne Bettens, musicien, chef de chœur, chanteur et enseignant vaudois († 30 août 2016).
- 9 juillet : Leslie Mezei, professeur d'informatique canadien.
- 10 juillet :
  - Nick Adams, acteur américain († 7 février 1968).
  - Jerry Herman, compositeur, lyriciste et pianiste américain († 26 décembre 2019).
  - Julian May, écrivaine américaine († 17 octobre 2017).
  - Alice Munro, écrivaine canadienne († 13 mai 2024).
- 11 juillet :
  - Tab Hunter, acteur américain († 8 juillet 2018).
  - Anđelko Klobučar, compositeur, organiste et professeur de musique croate († 7 août 2016).
  - Dave Toschi, inspecteur du San Francisco Police Department († 6 janvier 2018).
  - Yasuo Ōtsuka, chef animateur et réalisateur japonais († 15 mars 2021).
- 13 juillet :
  - James Cellan Jones, réalisateur, producteur et scénariste britannique († 30 août 2019).
  - Long John Hunter, chanteur et guitariste de blues américain († 4 janvier 2016).
  - Miguel Donoso Pareja, écrivain équatorien († 16 mars 2015).
  - Frank Ramsey, joueur et entraîneur de basket-ball américain († 8 juillet 2018).
- 14 juillet : Robert Stephens, acteur et producteur de cinéma britannique († 12 novembre 1995).
- 15 juillet :
  - Clive Cussler, romancier et chasseur d'épaves américain († 24 février 2020).
  - Eugène N'Jo Léa, footballeur camerounais († 23 octobre 2006).
- 16 juillet :
  - Antonio Uliana, coureur cycliste italien († 10 août 2018).
  - Bernard Dimey, poète, parolier français († 1er juillet 1998).
  - Robert Banks Stewart, scénariste écossais († 14 janvier 2016).
  - Henri Losch, auteur luxembourgeois († 26 décembre 2021).
- 18 juillet : Joaquim Brugué, footballeur espagnol († 5 octobre 2001).
- 21 juillet :
  - Sonny Clark, pianiste de jazz américain († 13 janvier 1963).
  - Gene Fullmer, boxeur américain († 27 avril 2015).
  - Barthélémy Mésas, footballeur français († 30 décembre 2012).
  - Jean Pliya, écrivain béninois († 14 mai 2015).
  - Éliane Provost, femme politique française († 23 juillet 2023).
- 22 juillet : Bernard Conte, peintre français († 13 mai 1995).
- 23 juillet :
  - Marthe Asselin-Vaillancourt, militante associative canadienne († 26 février 2018).
  - Te Atairangikaahu, reine des Maoris († 15 août 2006).
- 24 juillet :
  - André Giamarchi, footballeur français († 25 septembre 2012).
  - Óscar Ichazo, écrivain et scientifique bolivien († 26 mars 2020).
  - Ermanno Olmi, réalisateur italien († 7 mai 2018).
  - Éric Tabarly, marin français († 13 juin 1998).
  - Alberto Orzan, footballeur italien († 9 août 2022).
- 25 juillet : Paul Danblon, journaliste scientifique et compositeur belge († 8 février 2018).
- 26 juillet : 
  - Telê Santana, joueur et entraineur de football brésilien († 21 avril 2006).
  - Robert Colbert, acteur américain.
- 27 juillet :
  - Mahmoud Sehili, peintre tunisien († 10 octobre 2015).
  - Jerry Van Dyke, acteur américain († 5 janvier 2018).
  - Khieu Samphân, homme politique cambodgien.
- 28 juillet : Jean-Maurice Rouquette, historien et conservateur de musée français († 22 janvier 2019).
- 29 juillet : John Klyberg, prélat anglais († 16 janvier 2020).
- 30 juillet : Brian Clemens, scénariste, producteur de cinéma et de télévision britannique († 10 janvier 2015).
- 31 juillet :
  - Ivan Rebroff, chanteur allemand († 27 février 2008).
  - Kenny Burrell, guitariste de jazz américain.

## Août
- 2 août : 
  - Pierre Laroche, acteur et metteur en scène belge († 3 mars 2014).
  - Leo Boivin, joueur de hockey sur glace canadien († 15 octobre 2021).
- 3 août :
  - Ibrahim Biogradlić, joueur et entraineur de football bosnien († 20 février 2015).
  - Jacqueline Oyex, peintre et graveuse suisse († 3 juin 2006).
- 4 août :
  - Michel Cosson, dirigeant d'entreprise français († 11 juin 2022).
  - Ger van Mourik, footballeur néerlandais († 19 janvier 2017).
  - Robert Zellinger de Balkany, homme d'affaires et promoteur immobilier d'origine hongroise († 19 septembre 2015).
- 5 août :
  - Leong Yoon Pin, compositeur, chef d'orchestre et professeur de musique singapourien († 13 avril 2011).
  - Anti Marguste, compositeur estonien († 12 janvier 2016).
  - Billy Bingham, footballeur international nord-irlandais († 10 juin 2022).
- 6 août :
  - Jean Audebert, footballeur français † 23 décembre 2018).
  - Jean-Louis Chautemps, saxophoniste de jazz français († 25 mai 2022).
  - Bernard Lamarre, ingénieur et un entrepreneur québécois († 30 mars 2016).
  - Umberto Lenzi, réalisateur et scénariste italien († 19 octobre 2017).
- 8 août :
  - Anton Bendík, accordéoniste et chanteur tchécoslovaque puis slovaque († 22 juin 2019).
  - Roger Penrose, physicien et mathématicien britannique.
- 9 août :
  - Paul Déjean, prêtre, enseignant, ministre, militant des Droits de l'homme et écrivain haïtien († 22 novembre 2005).
  - Mário Zagallo, Footballeur international et entraîneur brésilien († 5 janvier 2024).
- 10 août : Eugène Letendre, coureur cycliste français († 24 avril 2014).
- 11 août : Ralph Hotere, peintre et sculpteur néo-zélandais († 24 février 2013).
- 12 août :
  - William Goldman, écrivain, scénariste et dramaturge américain († 16 novembre 2018).
  - Daniel Janin, compositeur et musicien autodidacte français († 10 mai 2010).
- 15 août :
  - Talal ben Abdelaziz Al Saoud, membre de la dynastie saoudienne, fils du roi Abdelaziz ibn Saoud († 22 décembre 2018).
  - Richard Heck, chimiste américain († 10 octobre 2015).
  - Pentti Karvonen, athlète finlandais († 12 mars 2022).
- 16 août :
  - Alain Chevalier, dirigeant d'entreprise français († 1er novembre 2018).
  - Betsy von Furstenberg, actrice américaine née allemande († 21 avril 2015).
  - Forrest Edward Mars, Jr., fils de Forrest Edward Mars, Sr. et petit-fils de Frank C. Mars, fondateurs du groupe américain agro-alimentaire Mars Incorporated († 26 juillet 2016).
  - Alessandro Mendini, architecte et designer italien († 18 février 2019).
- 18 août :
  - André Eve, pépiniériste, rosiériste et obtenteur français († 2 août 2015).
  - Hans Tietmeyer, économiste allemand († 27 décembre 2016).
  - Grant Williams, acteur américain († 25 juillet 1985).
  - Yvonne Baby, journaliste, critique et romancière française († 3 août 2022).
- 19 août : Roger Lambrecht, footballeur et homme d'affaires belge († 15 février 2022).
- 20 août :
  - Frank Capp, batteur de jazz américain († 12 septembre 2017).
  - Louis Mermaz, homme d'État français († 15 août 2024).
  - Alain Goraguer, compositeur de musique de films, pianiste de jazz et chef d'orchestre français († 13 février 2023).
- 21 août : Alain Gauthier, peintre, affichiste, dessinateur de presse et illustrateur français († 3 avril 2020).
- 23 août : 
  - Barbara Eden, actrice américaine.
  - Coccinelle, artiste transgenre française († 9 octobre 2006).
- 25 août :
  - Cecil D. Andrus, écrivain et homme politique américain († 24 août 2017).
  - Peter Gilmore, acteur britannique († 3 février 2013).
  - Regis Philbin, acteur américain († 25 juillet 2020).
- 26 août : Ann E. Todd, actrice (puis musicologue) américaine († 7 février 2020).
- 27 août :
  - Sri Chinmoy, leader spirituel, écrivain, poète, peintre et musicien d'origine indienne († 11 octobre 2007).
  - Roman Opalka, peintre franco-polonais († 6 août 2011).
  - Shun'ichirō Okano, personnage important du football japonais († 2 février 2017).
  - David H. Trump, docteur en archéologie britannique († 31 août 2016).
- 28 août : Emile Severeyns, coureur cycliste belge († 30 novembre 1979).
- 29 août :
  - Lise Payette, femme politique, écrivaine, animatrice de télévision et de radio canadienne († 5 septembre 2018).
  - Bernard Rancillac, peintre et sculpteur français († 29 novembre 2021).
  - Jiri Srnek, dramaturge, scénographe, metteur en scène, concepteur et compositeur tchèque († 28 novembre 2021).
- 30 août :
  - Derek Keys, homme d'affaires et homme politique sud-africain († 29 avril 2018).
  - Don King, promoteur de boxe.
- 31 août : 
  - Jean Béliveau, joueur de hockey sur glace canadien († 2 décembre 2014).
  - Jean Lèques, homme politique néo-calédonien († 1er juin 2022).
  - Jean-Claude Rolland, acteur français († 10 avril 1967).
  - Noble Willingham, acteur américain († 17 janvier 2004).
- ? août : John Knapp-Fisher, peintre britannique († 21 février 2015).

## Septembre
- 1er septembre : Arturo Pomar, joueur d'échecs espagnol († 26 mai 2016).
- 3 septembre :
  - Samir Amin, économiste politique franco-égyptien  († 12 août 2018).
  - Fritz J. Raddatz, écrivain allemand († 26 février 2015).
  - Guy Spitaels, homme politique belge d'expression française († 21 août 2012).
- 4 septembre : 
  - Jozef Schils, coureur cycliste belge († 4 mars 2007).
  - Antoine Bonifaci, footballeur français († 29 décembre 2021).
- 5 septembre :
  - Henri Boel, homme politique belge († 13 novembre 2020).
  - Gerald Messadié, journaliste scientifique, essayiste et romancier français († 5 juillet 2018).
  - Moshé Mizrahi, réalisateur et scénariste israélien († 3 août 2018).
  - Miguel Pacheco, coureur cycliste espagnol († 17 février 2018).
- 6 septembre :
  - Ngawangthondup Narkyid, politicien, écrivain et universitaire tibétain († 13 février 2017).
  - Nino Staffieri, évêque catholique italien († 31 juillet 2018).
- 7 septembre : Josep Lluís Núñez, homme d'affaires espagnol († 3 décembre 2018).
- 10 septembre :
  - Philip Baker Hall, acteur américain († 12 juin 2022).
  - Friedrich Kurrent, architecte et auteur autrichien († 10 janvier 2022).
- 12 septembre :
  - Gerardo Bianco, homme politique italien († 1er décembre 2022).
  - Ian Holm, acteur britannique († 19 juin 2020).
  - Willie Williams, athlète américain, spécialiste du sprint († 27 février 2019).
- 13 septembre :
  - Barbara Bain, actrice américaine.Larry Hagman en 1973.

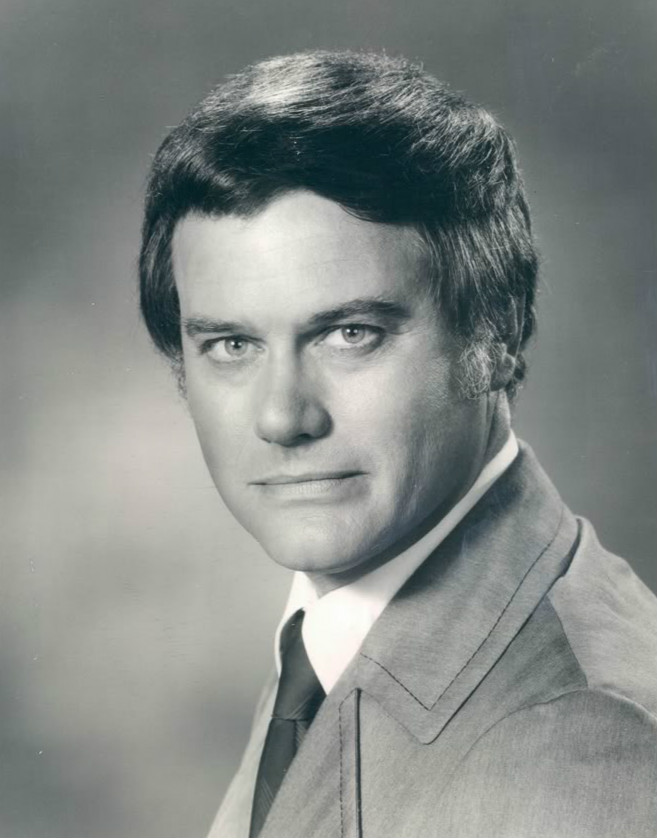
Larry Hagman en 1973.

  - Charles Matton, peintre, sculpteur, illustrateur, écrivain, photographe, vidéaste, scénariste et réalisateur de cinéma français († 19 novembre 2008).
  - Lauretta Ngcobo, romancière et essayiste sud-africaine († 3 novembre 2015).
  - Jean-Pierre Rambal, acteur français († 18 septembre 2001).
- 14 septembre : Alain Cavalier, réalisateur français.
  - Rudi Strahl, Rudi Strahl, dramaturge, romancier et parolier allemand († 4 mai 2001).
- 15 septembre : Jordan Derwin, acteur américain  († 7 janvier 2000).
- 16 septembre :
  - Little Willie Littlefield, pianiste et chanteur américain († 23 juin 2013).
  - George Sudarshan, physicien théoricien indien († 14 mai 2018).
- 17 septembre :
  - Jean-Claude Carrière, écrivain, scénariste, parolier et metteur en scène français († 8 février 2021).
  - Bruno Messerli, géographe et professeur des universités suisse († 4 février 2019).
  - Didier Motchane, haut fonctionnaire et homme politique français († 29 octobre 2017).
  - Yves Rispat, homme politique français († 15 janvier 2015).
- 19 septembre :
  - Jacques Calvet, homme d'affaires français († 9 avril 2020).
  - Ray Danton, acteur et réalisateur américain († 11 février 1992).
  - Hiroto Muraoka, footballeur japonais († 13 mars 2017).
  - Don Owen, réalisateur, scénariste et producteur de cinéma canadien († 21 février 2016).
- 20 septembre :
  - Haya Harareet, actrice israélienne († 3 février 2021).
  - Gilbert Trausch, historien luxembourgeois († 4 juin 2018).
- 21 septembre :
  - Larry Hagman, acteur, réalisateur et producteur américain († 23 novembre 2012).
  - Albert Maori Kiki, syndicaliste et homme d'État papou-néo-guinéen († 13 mars 1993).
  - José María Silvero, joueur et entraineur de football argentin († 2 août 2010).
- 22 septembre :
  - Paul Quéré, peintre, potier et poète français († 30 juillet 1993).
  - Nello Santi, chef d'orchestre italien († 6 février 2020).
  - Bradford A. Smith, astronome américain († 3 juillet 2018).
- 23 septembre :
  - Alwin Brück, homme politique allemand († 14 février 2020).
  - Francis Geng, homme politique français († 10 avril 2022).
  - Hilly Kristal, musicien américain († 28 août 2007).
  - Édouard J. Maunick, poète et journaliste mauricien († 10 avril 2021).
- 24 septembre :
  - Bruce Baillie, cinéaste expérimental américain († 10 avril 2020).
  - Mounir Abou Debs, poète, dramaturge et metteur en scène franco-libanais († 15 juillet 2016).
  - Gilberto Aceves Navarro, peintre et sculpteur mexicain († 20 octobre 2019).
  - Anthony Newley, parolier, chanteur et acteur britannique († 14 avril 1999).
- 25 septembre :
  - Celso Alonso, footballeur espagnol † 12 mars 2019).
  - Peter Woodthorpe, acteur anglais († 12 août 2004).
- 26 septembre : Ebrahim Yazdi, homme politique iranien († 27 août 2017).
- 28 septembre : Marjorie Perloff, philosophe, critique d'art, essayiste et universitaire américaine († 24 mars 2024).
- 29 septembre :
  - Anita Ekberg, mannequin et actrice italienne d'origine suédoise († 11 janvier 2015).
  - Sydney Shoemaker, philosophe américain du courant analytique  († 6 septembre 2022).
  - James Watson Cronin, physicien américain († 25 août 2016).
- 30 septembre : Angie Dickinson, actrice américaine.

## Octobre
- 1er octobre :
  - Jacques Fihey, évêque catholique français, évêque émérite de Coutances († 12 mars 2017).
  - Hennie Hollink, joueur et entraîneur de football néerlandais († 31 janvier 2018).
- 2 octobre : Kwasi Wiredu, philosophe ghanéen († janvier 2022).
- 4 octobre : Sandhya Mukherjee, chanteuse de playback et musicienne indienne († 15 février 2022).
- 6 octobre :
  - Riccardo Giacconi, physicien italien et américain († 9 décembre 2018).
  - Alphonse Le Gall, footballeur français († 13 mai 2016).
  - Werner Zurbriggen, peintre et graphiste suisse († 8 décembre 1980).
- 7 octobre : Desmond Tutu, archevêque anglican sud-africain († 26 décembre 2021).
- 9 octobre :
  - Marc Bécam, homme politique français († 21 avril 2021).
  - Anthony Booth, acteur britannique († 25 septembre 2017).
  - Viktor Shamburkin, tireur sportif soviétique puis russe († 11 mai 2018).
- 13 octobre :
  - Dritëro Agolli, poète, écrivain et journaliste albanais († 3 février 2017).
  - Raymond Kopa, footballeur français († 3 mars 2017).
- 14 octobre : 
  - Nikhil Banerjee, joueur de sitar indien († 27 janvier 1986).
  - Béchir Ben Slama, écrivain et homme politique tunisien († 26 février 2023).
  - Heinz Fütterer, athlète allemand spécialiste du sprint († 10 février 2019).
- 15 octobre :
  - Freddy Cole, chanteur et pianiste de jazz américain († 27 juin 2020).
  - Avul Pakir Jainulabdeen Abdul Kalam, homme d'État indien († 27 juillet 2015).
  - Pauline Perry, femme politique britannique.

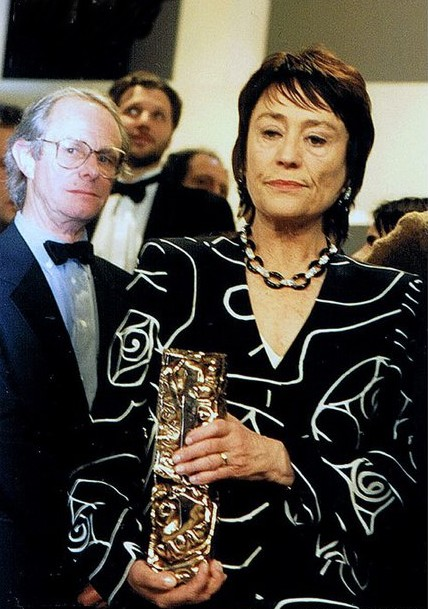
Annie Girardot César meilleure actrice 1996.

- 16 octobre : Charles Colson, homme politique américain († 21 avril 2012).
- 17 octobre :
  - José Alencar Gomes da Silva, homme d'État brésilien († 29 mars 2011).
  - Nikolaj Kamenski, sauteur à ski soviétique puis russe († 21 juillet 2017).
- 18 octobre :
  - Pierre Barlaguet, footballeur puis entraîneur de football français († 16 octobre 2018).
  - Akin Mabogunje, géographe nigérian († 4 août 2022).
  - Viorel Morariu, joueur de rugby à XV roumain († 23 mai 2017).
- 19 octobre : Manolo Escobar, chanteur et acteur espagnol († 24 octobre 2013).
- 20 octobre : Antti Hyry, écrivain finlandais († 4 juin 2016).
- 21 octobre :
  - Ali Beratlıgil, joueur et entraineur de football turc († 1er février 2016).
  - Louis Dufaux, évêque catholique français, évêque émérite de Grenoble († 14 avril 2011).
  - Hugh Thomas, historien britannique († 6 mai 2017).
- 22 octobre :
  - Yehuda Neiman, peintre et photographe polonais († 4 juillet 2011).
  - Ann Rule, romancière américaine († 26 juillet 2015).
- 23 octobre : Jim Bunning, homme politique américain († 26 mai 2017).
- 25 octobre :
  - Annie Girardot, actrice française († 28 février 2011).
  - Jimmy McIlroy, joueur puis entraîneur de football nord-irlandais († 20 août 2018).
- 26 octobre :
  - Jacques Bollo, peintre italien († 31 mai 2013).
  - Igor Maslennikov, réalisateur et scénariste soviétique puis russe († 17 septembre 2022).
- 27 octobre : Nawal El Saadawi, écrivaine égyptienne († 21 mars 2021).
- 29 octobre :
  - Franco Interlenghi, acteur italien († 10 septembre 2015).
  - Enrique Ortez Colindres,  homme politique hondurien † 30 mars 2022).
  - Tibet, auteur de bande dessinée français († 2 janvier 2010).
- 30 octobre : David M. Wilson, archéologue et historien de l'art britannique.

## Novembre
- 1er novembre : 
  - Michel Suffran, médecin, écrivain et auteur de théâtre français († 5 juillet 2018).
  - Mike Birch, navigateur canadien († 26 octobre 2022).
- 2 novembre : Phil Woods, saxophoniste et clarinettiste de jazz américain († 29 septembre 2015).
- 3 novembre :
  - Ikkō Narahara, photographe japonais  († 19 janvier 2020).
  - Michael Fu Tieshan, évêque chinois († 20 avril 2007).
  - Andrew L. Lewis, Jr., homme politique américain († 10 février 2016).
  - Franciscus Xaverius Prajasuta, prélat catholique indonésien († 28 juillet 2015).
  - Monica Vitti, actrice italienne († 2 février 2022).
- 4 novembre : Bernard Francis Law, cardinal américain († 20 décembre 2017).
- 5 novembre :
  - Thérèse Aillaud, femme politique française († 25 février 2015).
  - Gilbert R. Hill, acteur américain († 29 février 2016).
  - Grover Krantz, anthropologue américain († 14 février 2002).
  - Diane Pearson, romancière britannique († 15 août 2017).
  - Charles Taylor, philosophe canadien.
- 6 novembre :
  - Jean Cueff, footballeur français († 1er janvier 1982).
  - André Trochut, coureur cycliste français († 4 août 1996).
  - Pál Várhidi, footballeur hongrois († 12 novembre 2015).
- 8 novembre :
  - Georges Maciunas, artiste fondateur du mouvement fluxus († 9 mai 1978).
  - Choukri Mesli, peintre algérien († 13 novembre 2017).
  - Morley Safer, journaliste canado-américain et correspondant de CBS News († 19 mai 2016).
- 9 novembre : Erling Linde Larsen, footballeur international danois († 15 décembre 2017).
- 10 novembre : Albert Vagh Weinmann, peintre français († 13 avril 1983).
- 11 novembre : Claude Delcroix, homme politique et physicien nucléaire belge († 24 avril 2019).
- 12 novembre :
  - Dick Clair, scénariste, acteur et producteur américain de télévision († 12 décembre 1988).
  - Norman Mineta, homme politique américain († 3 mai 2022).
- 14 novembre : Terence Marsh, chef décorateur et directeur artistique britannique († 9 janvier 2018).
- 15 novembre: 
  - Pascal Lissouba, homme d'État congolais († 24 août 2020).
  - Mwai Kibaki, homme d'État kenyan († 21 avril 2022).
- 16 novembre : Frieda Dänzer, skieuse alpine suisse († 21 janvier 2015).
- 17 novembre : 
  - Marcel Jamagne, pédologue français († 30 septembre 2015).
  - Yusuf Zuaiyin, homme politique syrien († 10 janvier 2016).
  - Pierre Nora, historien et éditeur français († 2 juin 2025).
- 19 novembre : Carlos Matus, économiste et homme politique chilien († 21 décembre 1998).
- 20 novembre :
  - Josep Fontana, historien espagnol († 28 août 2018).
  - Mikhail Shakhov, lutteur soviétique puis ukrainien spécialiste de la lutte libre († 8 août 2018).
- 21 novembre : Michael Witney, acteur américain († 30 novembre 1983).
- 24 novembre : Tommy Allsup, guitariste américain († 11 janvier 2017).
- 25 novembre :
  - Nat Adderley, cornettiste de jazz américain († 2 janvier 2000).
  - Dickie Jeeps, joueur de rugby à XV anglais († 8 octobre 2016).
- 26 novembre : 
  - Adolfo Pérez Esquivel, artiste argentin, prix Nobel de la paix en 1980.
  - Adrianus Johannes Simonis, cardinal néerlandais, archevêque émérite d'Utrecht († 2 septembre 2020).
- 27 novembre : Jacqueline Danno, actrice et chanteuse française († 28 novembre 2021).
- 28 novembre :
  - George Ramsay Cook, historien et professeur canadien († 14 juillet 2016).
  - Joan Guinjoan, compositeur et pianiste espagnol († 1er janvier 2019).
  - Dervla Murphy, écrivaine et cyclotouriste irlandaise († 22 mai 2022).
  - Tomi Ungerer, dessinateur et écrivain pour la jeunesse français († 9 février 2019).
- 29 novembre :
  - Wallace Broecker, géophysicien et géochimiste américain († 18 février 2019).
  - Ahmed Chtourou, homme politique tunisien († 26 mai 2015).
  - André Noyelle, coureur cycliste belge († 4 février 2003).
- 30 novembre : 
  - Lorna deBlicquy, aviatrice canadienne († 21 mars 2009).
  - Wayne Moore, nageur américain († 20 février 2015).

## Décembre
- 1er décembre : George Maxwell Richards, homme d'État trinidadien, président de la République († 8 janvier 2018).
- 2 décembre :
  - Wynton Kelly, pianiste de jazz américain († 12 avril 1971).
  - Nadja Regin, actrice yougoslave puis serbe († 8 avril 2019).
  - Emiel Van Cauter, coureur cycliste belge († 26 octobre 1975).
- 3 décembre :
  - Sergueï Dorenski, pianiste et pédagogue soviétique puis russe († 26 février 2020).
  - Patrick van Rensburg, diplomate sud-africano-botswanais († 23 mai 2017).
- 4 décembre : Michèle Andal, peintre et graveuse française († 7 mars 2016).
- 5 décembre : 
  - Robert Nicoïdski, peintre et graveur suisse († 23 octobre 1996).
  - Jean-François Bergier, historien suisse († 29 octobre 2009).
- 7 décembre :
  - Nicolas Cheong-Jin-Suk, cardinal sud-coréen († 27 avril 2021).
  - Richard N. Goodwin, écrivain américain († 20 mai 2018).
- 8 décembre : Muhammad Imara, penseur musulman égyptien († 28 février 2020).
- 10 décembre : Raymond Reisser, coureur cycliste français († 4 avril 2017).
- 11 décembre :
  - Iouri Mamléïev, écrivain et philosophe soviétique puis russe († 25 octobre 2015).
  - Giò Stajano, écrivaine, journaliste, actrice et peintre italienne († 26 juillet 2011).
- 13 décembre : F. Ross Johnson, homme d'affaires canadien († 29 décembre 2016).
- 14 décembre : Margaret Bakkes, romancière sud-africaine de langue afrikaans († 29 juin 2016).
- 15 décembre :
  - Piergiorgio Bellocchio, écrivain et critique littéraire italien († 17 avril 2022).
  - Pierre Durand, cavalier français, élève de l'École spéciale militaire de Saint-Cyr († 2 octobre 2016).
  - Giovanni Battista Rabino, syndicaliste et homme politique italien († 12 mars 2020).
  - Klaus Rifbjerg, poète, romancier, nouvelliste et scénariste danois († 4 avril 2015).
- 16 décembre :
  - Sabino Andonegui, footballeur espagnol († 6 mars 2015).
  - Lars Björn, joueur professionnel de hockey sur glace suédois († 15 août 2024).
- 17 décembre :
  - Igor Barrère, producteur et réalisateur de télévision français († 24 juin 2001).
  - Pierre-Robert Leclercq, romancier, essayiste, auteur dramatique et critique littéraire français († 10 novembre 2016).
- 18 décembre :
  - Jacques Grand'Maison, écrivain, sociologue, théologien et prêtre canadien († 5 novembre 2016).
  - André S. Labarthe, critique de cinéma, producteur, réalisateur et scénariste français († 5 mars 2018).
  - Gunnel Lindblom, actrice suédoise († 24 janvier 2021).
  - Roger Nicolet, ingénieur de génie civil belge d'origine suisse († 18 janvier 2020).
  - Gene Shue, joueur professionnel et entraîneur de basket-ball américain († 3 avril 2022).
  - François-Henri de Virieu, journaliste français († 27 octobre 1997).
- 19 décembre :
  - Pierre Gessier, peintre et céramiste français († 17 février 2007).
  - Jacques Legrand, footballeur français († 18 août 2016).
- 21 décembre :
  - Redha Malek, homme d'État algérien († 29 juillet 2017).
  - Moira Orfei, actrice italienne († 15 novembre 2015).
- 23 décembre : Johnny Brooks, footballeur anglais († 7 juin 2016).
- 24 décembre :
  - Walter Abish, écrivain américain d'origine autrichienne († 28 mai 2022).
  - Alves Barbosa, coureur cycliste portugais († 29 septembre 2018).
  - Mohamed Habib Hila, historien, philologue et islamologue tunisien († 7 mars 2019).
  - Mauricio Kagel, compositeur, chef d'orchestre et metteur en scène argentin († 18 septembre 2008).
- 25 décembre :
  - Uzo Egonu, peintre, graveur et designer nigérian († 14 août 1996).
  - Simone Garnier, animatrice de télévision française.
- 26 décembre : Roger Piantoni, footballeur français († 26 mai 2018).
- 27 décembre : Scotty Moore, guitariste américain († 28 juin 2016).
- 28 décembre :
  - Serge Bourrier, acteur et directeur artistique français  († 27 décembre 2017).
  - Guy Debord, écrivain, théoricien, cinéaste, poète et révolutionnaire français († 30 novembre 1994).
  - Pietro Diana, imprimeur, graveur, dessinateur et créateur d'automates italien († 12 octobre 2016).
  - Martin Milner, acteur américain († 6 septembre 2015).
  - Constantin Xenakis, sculpteur et peintre franco-grec († 6 juin 2020).
- 30 décembre :
  - Charlie Bassett, astronaute américain († 28 février 1966).
  - Marcel Janssens, coureur cycliste belge († 29 juillet 1992).
- 31 décembre :
  - Michel Bernard, athlète français spécialiste de courses de demi-fond et de fond († 14 février 2019).
  - Jean Fournet-Fayard, footballeur puis dirigeant sportif français († 9 février 2020).
  - Francis Maugard, peintre, poète et médecin français († 28 décembre 2021).
  - Kóstas Voutsás, acteur de théâtre et de cinéma grec († 26 février 2020).

## Date précise inconnue
- Ibrahima Kaba Bah, enseignant et homme politique guinéen († 24 octobre 2023).
- Carlo Bertoleoni, fils et héritier du dernier roi de Tavolara († 14 mai 1993).
- Mario De Berardinis, peintre d’affiches de cinéma italien († 1977).
- Chan Choy Siong, féministe et femme politique singapourienne († 11 février 1981).
- Jean-Claude Dragomir, peintre français († 1965).
- Vladimir Grigorieff, érudit, vulgarisateur, poète et pacifiste russe († 15 août 2017).
- Motoharu Yoshizawa, bassiste japonais († 19 septembre 1998).
- Victor Sarfati, peintre et professeur de peinture tunisien († 1er février 2015).
- Vijay R. Singh, juriste et homme politique fidjien († septembre 2006).